# Frente Nacional de Defensa de la Democracia
El Frente Nacional de Defensa de la Democracia es una organización política fundada en Mauritania el 7 de agosto de 2008 e integrada por el Pacto Nacional para la Democracia y el Desarrollo (PNDD-ADIL), la Alianza Popular Progresista (APP), el partido islamista Agrupación Nacional para la Democracia y el Desarrollo y la Unión de Fuerzas de Progreso (UFP).
El Frente se constituyó como reacción al golpe de Estado encabezado por Sidi Ould Cheikh Abdallahi y que depuso al presidente elegido en 2007, Sidi Ould Cheikh Abdallahi, así como al primer ministro Yahya Ould Ahmed Waghf.
El Frente convocó una manifestación reprimida por las autoridades militares e hizo pública su declaración de principios el 10 de agosto manifestando:

Abdalahi es el único jefe de Estado legítimo de la República Islámica de Mauritania. La vuelta al círculo vicioso de los golpes de Estado abre la puerta a los problemas y al desorden y tergiversa la imagen de nuestro país haciéndole perder la credibilidad que ha conseguido en el mundo gracias a sus instituciones democráticas y particularmente al presidente de la República. Tal situación agravará con toda seguridad unas condiciones de vida que ya son precarias en el país.